# Asakazu Nakai
Asakazu Nakai (中井朝一 Nakai Asakazu?, n. 29 august 1901, Kobe, Japonia – d. 28 februarie 1988) a fost un operator de film și director de imagine japonez. El este cunoscut mai ales pentru colaborarea sa cu regizorul Akira Kurosawa, întinsă pe parcursul a peste 40 de ani, fiind cameramanul care a lucrat la cele mai multe filme ale cineastului.

## Carieră
Primul film în care a fost director de imagine a fost Kūsō buraku, regizat de Yasuki Chiba. Pe genericele unor filme a apărut ca Asaichi Nakai sau Choichi Nakai.
A colaborat ca director de imagine la numeroase filme, dar a rămas cunoscut pentru colaborările sale cu cineastul Akira Kurosawa la filme precum Ikiru (1952), Cei șapte samurai (1954), Tronul însângerat (1957), Barbă Roșie (1965), Vânătorul din taiga (1975) sau Ran (1985), fiind folosit îndeosebi la producțiile cu o durată lungă. Colaborarea sa cu Kurosawa s-a întins pe parcursul a 40 de ani de la Waga Seishun ni Kui Nashi (1946) până la Ran (1985).
În 1950 a câștigat premiul Mainichi pentru cea mai bună imagine pentru contribuția sa la filmul Nora inu al lui Kurosawa. Istoricul de film Stuart Galbraith IV a elogiat contribuția lui Nakai la filmele Ikiru („Camera de filmat a lui Asakazu Nakai recreează vibrațiile orașului Tokio din 1952 și îmbină perfect filmările din exterior cu cele realizate în studio”) și Tronul însângerat („Imaginea alb-negru filmată de Asakazu Nakai este atât de frumoasă încât este imposibil să-ți imaginezi filmul în culori, ai putea mai degrabă să-ți imaginezi filmul Ran în alb-negru”). Kurosawa l-a adus pe Nakai în Uniunea Sovietică pentru filmarea coproducției sovieto-japoneze Vânătorul din taiga, veteranul japonez colaborând acolo cu doi operatori ruși: Iuri Gantman și Fiodor Dobronravov. În timpul filmărilor Nakai a suferit de pe urma temperaturilor scăzute din Siberia, dar și-a împărtășit cunoștințele mai tinerilor operatori ruși. A fost apoi solicitat de Kurosawa pe post de consultant de imagine la filmul Kagemusha (1980), alături de Kazuo Miyagawa, un alt colaborator vechi al cineastului.
Nakai a colaborat apoi la filmul Ran (1985), alături de Takao Saitō și Shōji Ueda; toți cei trei operatori de imagine au fost nominalizați la Premiul Oscar pentru cea mai bună imagine, Nakai devenind astfel cel mai bătrân operator nominalizat vreodată la premiul Oscar pentru cea mai bună imagine. A murit la 28 februarie 1988.

## Filmografie
- 1933: Qingdao kara kita onna, regizat de Shigeo Tanaka
- 1935: Fukujusō, regizat de Jirō Kawate
- 1939: Kūsō buraku, regizat de Yasuki Chiba
- 1940: Renga joko, regizat de Yasuki Chiba
- 1940: Hideko no oendancho, regizat de Yasuki Chiba
- 1942: Shiroi hekiga, regizat de Yasuki Chiba
- 1942: Haha no chizu, regizat de Yasujirō Shimazu
- 1943: La Chanson de la lanterne (Uta-andon), regizat de Mikio Naruse
- 1943: Wakaki hi no yorokobi, regizat de Takeshi Sato
- 1944: Nichijō no tatakai, regizat de Yasujirō Shimazu
- 1944: Raigekitai shutsudo, regizat de Kajirō Yamamoto
- 1945: Kita no san-nin, regizat de Kiyoshi Saeki
- 1946: Je ne regrette rien de ma jeunesse (わが青春に悔なし Waga seishun ni kui nashi?), regizat de Akira Kurosawa
- 1947: Joyu, regizat de Teinosuke Kinugasa
- 1947: Yottsu no koi no monogatari, film pe episoade regizat de Kajirō Yamamoto, Kenta Yamazaki, Teinosuke Kinugasa, Mikio Naruse și Shirō Toyoda
- 1947: Un merveilleux dimanche (素晴らしき日曜日 Subarashiki nichiyobi?), regizat de Akira Kurosawa
- 1949: La Montagne bleue (青い山脈 Aoi sanmyaku?), regizat de Tadashi Imai
- 1949: Zoku aoi sanmyaku, regizat de Tadashi Imai
- 1949: Chien enragé (野良犬 Nora inu?), regizat de Akira Kurosawa
- 1951: Les Habits de la vanité (偽れる盛装 Itsuwareru seiso?), regizat de Kōzaburō Yoshimura
- 1951: Aika, regizat de Kajirō Yamamoto
- 1951: Jiyu gakkou, regizat de Kōzaburō Yoshimura
- 1951: La Danseuse (舞姫 Maihime?), regizat de Mikio Naruse
- 1951: Hopu-san: sararîman no maki, regizat de Kajirō Yamamoto
- 1951: Onnagokoro dare ka shiru, regizat de Kajirō Yamamoto
- 1952: Vivre (生きる Ikiru?), regizat de Akira Kurosawa
- 1952: Oka wa hanazakari, regizat de Yasuki Chiba
- 1953: Un couple (夫婦 Fūfu?), regizat de Mikio Naruse
- 1953: Monsieur Pū (Pu-san), regizat de Kon Ichikawa
- 1954: Cei șapte samurai (七人の侍 Shichinin no samurai?), regizat de Akira Kurosawa[15]
- 1955: Izumi e no michi, regizat de Masanori Kakei
- 1955: Vivre dans la peur (生きものの記録 Ikimono no kiroku?), regizat de Akira Kurosawa
- 1956: Hesokuri shacho, regizat de Yasuki Chiba
- 1956: Zoku hesokuri shacho, regizat de Yasuki Chiba
- 1957: Tronul însângerat (蜘蛛巣城 Kumonosu jō?), regizat de Akira Kurosawa[16]
- 1957: Ujō, regizat de Seiji Hisamatsu
- 1957: Kiken na eiyu (危険な英雄?), regizat de Hideo Suzuki
- 1957: Onna goroshi abura jigoku, regizat de Hiromichi Horikawa
- 1958: Yagyu bugeicho - Ninjitsu, regizat de Hiroshi Inagaki
- 1958: Futari dake no hashi, regizat de Seiji Maruyama
- 1958: Kekkon no subete, regizat de Kihachi Okamoto
- 1958: Tabisugata nezumikozo, regizat de Hiroshi Inagaki
- 1958: Kami no taisho, regizat de Hiromichi Horikawa
- 1958: Hadaka no taishō, regizat de Hiromichi Horikawa
- 1959: Watashi wa kani ni naritai, regizat de Shinobu Hashimoto
- 1959: Ankokugai no kaoyaku, regizat de Kihachi Okamoto
- 1959: Ai rabu yū, regizat de Kengo Furusawa
- 1960: Shin santō jūyaku: Tabi to onna to sake no maki, regizat de Masanori Kakei
- 1960: Kuroi gashū: Aru sarariman no shōgen, regizat de Hiromichi Horikawa
- 1960: Le Baiser du voleur (接吻泥棒 Seppun dorobo?), regizat de Yūzō Kawashima
- 1960: Aoi yaju, regizat de Hiromichi Horikawa
- 1961: Wakarete ikiru toki mo, regizat de Hiromichi Horikawa
- 1961: La Nuit des femmes (女ばかりの夜 Onna bakari no yoru?), regizat de Kinuyo Tanaka
- 1961: Dernier Caprice (小早川家の秋 Kohayagawa-ke no aki?), regizat de Yasujirō Ozu
- 1962: Musume to watashi, regizat de Hiromichi Horikawa
- 1963: Entre le ciel et l'enfer (天国と地獄 Tengoku to jigoku?), regizat de Akira Kurosawa
- 1964: Les Plus Belles Escroqueries du monde (segmentul „Les Cinq Bienfaiteurs de Fumiko”)
- 1965: Barbă Roșie (赤ひげ Akahige?), regizat de Akira Kurosawa[17]
- 1965: Senjo ni nagaseru uta, regizat de Zenzo Matsuyama
- 1966: Jinchoge, regizat de Yasuki Chiba
- 1967: Dorifutazu desu yo! Zenshin zenshin matazenshin, regizat de Yoshinori Wada
- 1967: Zoku izoku e, regizat de Shirō Moritani
- 1968: Kubi, regizat de Shirō Moritani
- 1968: Suna no kaori, regizat de Katsumi Iwauchi
- 1968: Konto gojugo-go: Seiki no daijukuten, regizat de Yoshinori Wada
- 1969: Oretachi no kōya, regizat de Masanobu Deme
- 1970: Burabo! Wakadaishō, regizat de Katsumi Iwauchi
- 1970: Akazukinchan kiotsukete, regizat de Shirō Moritani
- 1971: Saredowareraga bibi yori wakarenōta, regizat de Shirō Moritani
- 1971: Shiosai, regizat de Shirō Moritani
- 1972: Hakuchō no uta nanka kikoenai, regizat de Kunihiko Watanabe
- 1972: Hajimete no tabi, regizat de Shirō Moritani
- 1975: Vânătorul din taiga (デルス・ウザーラ Derusu Uzara?), regizat de Akira Kurosawa[18]
- 1975: Hatsuhana, regizat de Shusei Kotani
- 1976: Sri Lanka no ai to wakare, regizat de Keisuke Kinoshita
- 1980: Kagemusha (影武者 Kagemusha?), regizat de Akira Kurosawa - consultant[19]
- 1985: Ran (乱 Ran?), regizat de Akira Kurosawa

## Premii și nominalizări
- Premiul Mainichi pentru cea mai bună imagine pentru contribuția sa la filmul Nora inu în 1950[6][7]
- Premiul Panglica Albastră pentru cea mai bună imagine pentru contribuția sa la filmul Itsuwareru seiso în 1951[13]
- Premiul Mainichi pentru cea mai bună imagine pentru contribuția sa la filmul Akazukinchan kiotsukete în 1971[13]
- Premiul National Society of Film Critics Awards pentru cea mai bună imagine pentru contribuția sa la filmul Ran în 1986, împreună cu Takao Saitō și Shôji Ueda[13]
- Nominalizare la Premiul Oscar pentru cea mai bună imagine pentru filmul Ran în 1986, împreună cu Takao Saitō și Shôji Ueda[13]

## Legături externe
- Asakazu Nakai la Internet Movie Database